# Ерік Редфорд
Ерік Редфорд (англ. Eric Radford) — канадський фігурист, що спеціалізується в парному катанні, олімпійський чемпіон та медаліст, дворазовий чемпіон світу та володар численних інших нагород. 
Золоту олімпійську медаль та звання олімпійського чемпіона Редфорд зі своєю партнеркою з 2010 року Меган Дюамель здобув у складі збірної Канади в командних змаганнях Пхьончханської олімпіади 2018 року. На тій же олімпіаді канадська пара була третьою в парному катанні. Після Олімпіади пара зробила оголошення про завершення кар'єри.
Редфорд —  перший відкритий гомосексуал у фігурному катанні, що став чемпіоном світу.

## Зовнішні посилання
- Картка пари Дюамель/Редфорд на сайті Міжнародного союзу ковзанярів [Архівовано 28 травня 2014 у Wayback Machine.]

## Виноски
1. ↑  https://www.olympic.org/pyeongchang-2018/results/en/figure-skating/athlete-profile-n3022245-eric-radford.htm
2. ↑  Olympedia — 2006.
3. ↑  http://www.isuresults.com/bios/isufs00006339.htm
4. ↑  http://www.isuresults.com/bios/isufs00007089.htm
5. ↑  Team event results. Архів оригіналу за 21 липня 2020. Процитовано 23 квітня 2018.
6. ↑  Pair skating results. Архів оригіналу за 16 грудня 2019. Процитовано 23 квітня 2018.
7. ↑  Ziegler, Cyd (26 березня 2015). Eric Radford and Meagan Duhamel win gold!. Outsports. Архів оригіналу за 28 березня 2018. Процитовано 14 лютого 2018.